# Creative Technology
A Creative Technology, vagy egyszerűen csak Creative, Amerikában Creative Labs, szingapúri elektronikai gyártó cég.

## Termékei
Választékában hangszórók, webkamerák, hangkártyák (ezeket a Sound Blaster márkanév alatt forgalmazzák) és egyéb elektronikai és szórakoztató eszközök találhatóak. 1981 júliusában alapította Sim Wong Hoo és Ng Kai Wa. Sim Wong Hoo 2023-ban elhunyt.

## Vállalati struktúrája
Leányvállalatai: ZiiLABS, 3Dlabs, Sensaura, E-mu Systems, Ensoniq, Cambridge SoundWorks.
2022-ben 61.3 millió dollár profitot termelt, nettó bevétele pedig 11 millió dollár volt. 2012-es állás alapján 800 alkalmazottat foglalkoztat.
Irodákkal rendelkezik Sanghajban, Tokióban, Dublinban és a Szilícium-völgyben. 1994 óta kereskedik a Szingapúri Értéktőzsdén, 2007-ben önkényesen visszavonult a NASDAQ-ról, ahol a "CREAF" szimbólum alatt jegyezték részvényeit.

## Fordítás
Ez a szócikk részben vagy egészben  a   Creative Technology című angol Wikipédia-szócikk fordításán alapul.  Az eredeti cikk szerkesztőit annak laptörténete sorolja fel. Ez a jelzés csupán a megfogalmazás eredetét és a szerzői jogokat jelzi, nem szolgál a cikkben szereplő információk forrásmegjelöléseként.